# Gordon Smith (ishockeyspelare)
Gordon Smith, född 14 februari 1908, död 22 oktober 1999, var en amerikansk ishockeyspelare.
Smith blev olympisk silvermedaljör i ishockey vid vinterspelen 1932 i Lake Placid.